# باریونیکس
باریونیکس (نام علمی: Baryonyx)، یک دایناسور ددپای گوشت‌خوار مربوط به دوره کرتاسه پیشین می‌باشد. این جانور ۱۳۰ تا ۱۲۵ میلیون سال پیش می‌زیسته که حدود ۹٬۵ متر طول و ۲۵۰۰ کیلوگرم وزن داشت‌است. این دایناسور آرواره‌های کروکودیل مانند و بدنی تسمه‌مانند داشت. سنگوارهٔ باریونیکس در اسپانیا و پرتغال کشف شده‌است و در سال ۱۹۸۶ به وسیله چاریگ نام‌گذاری شد. گونه خاص این جنس باریونیکس والکری نام دارد.

## نگارخانه

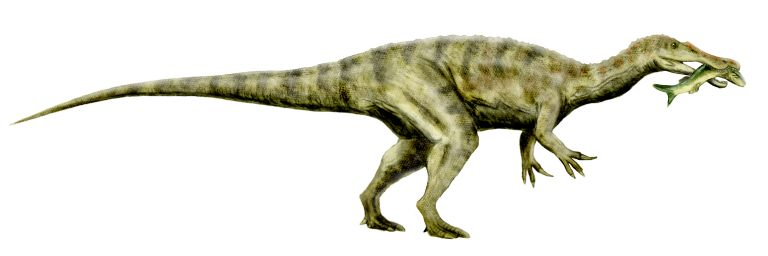
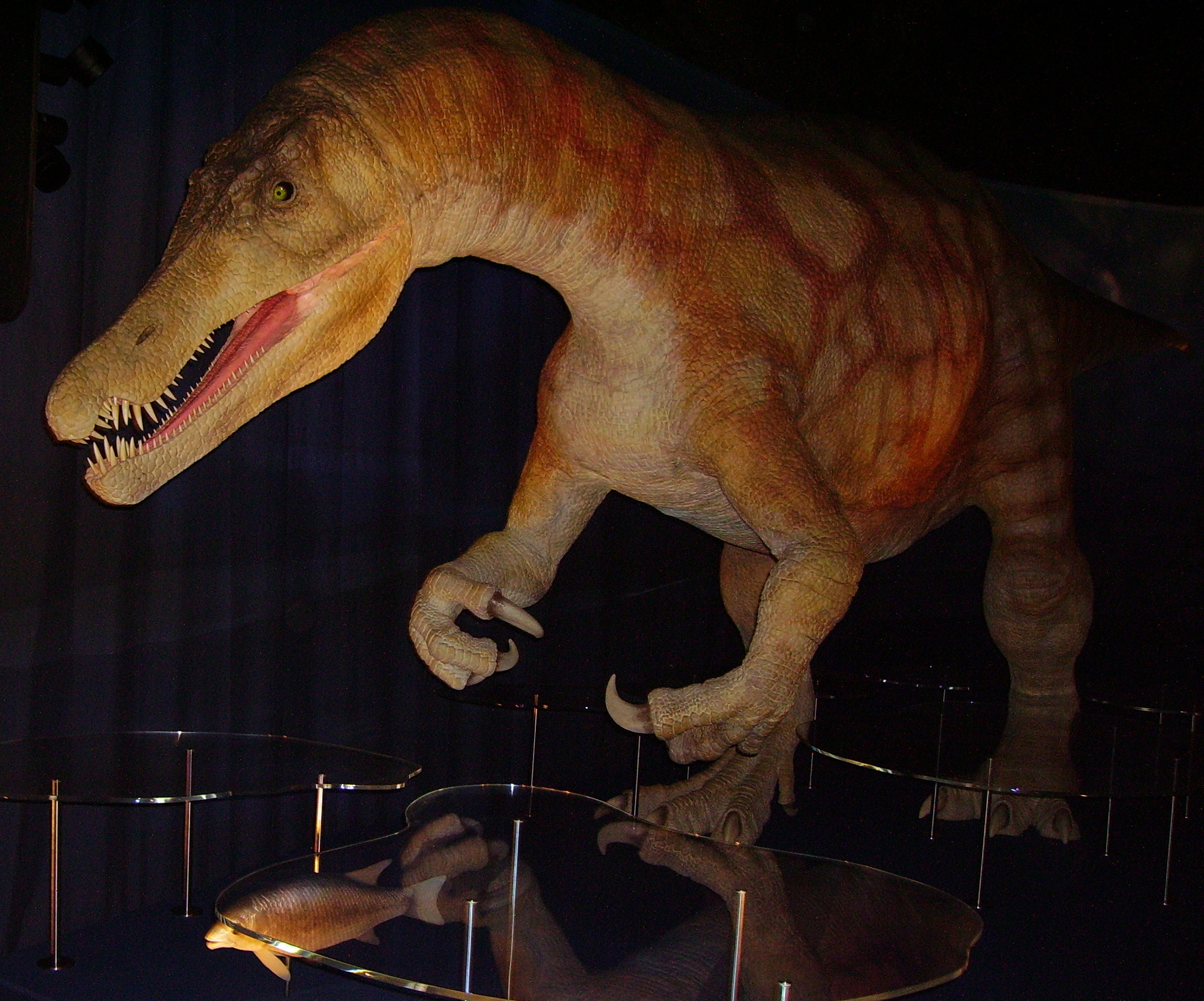
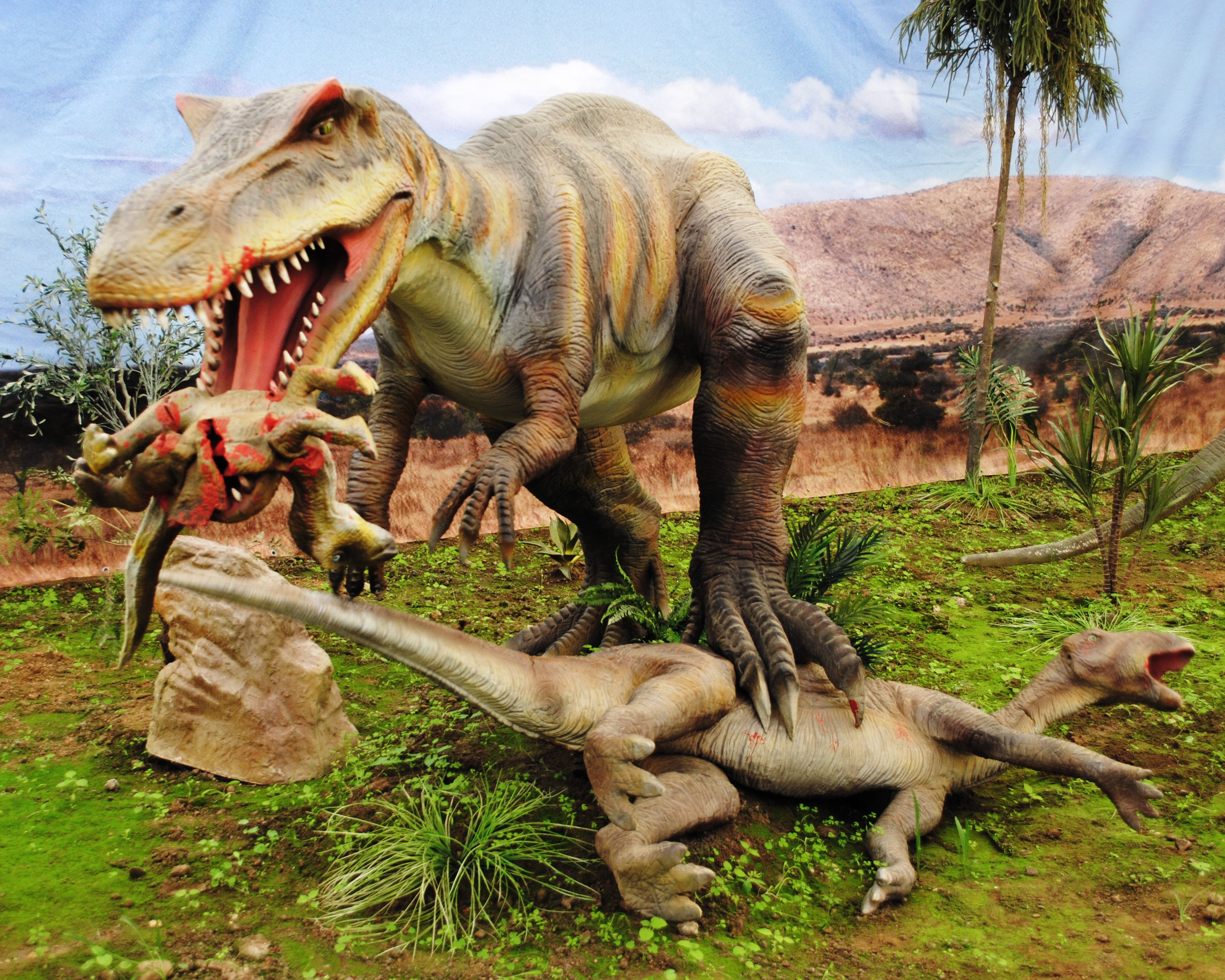
درحال شکار بچه یک دایناسور گیاهخوار
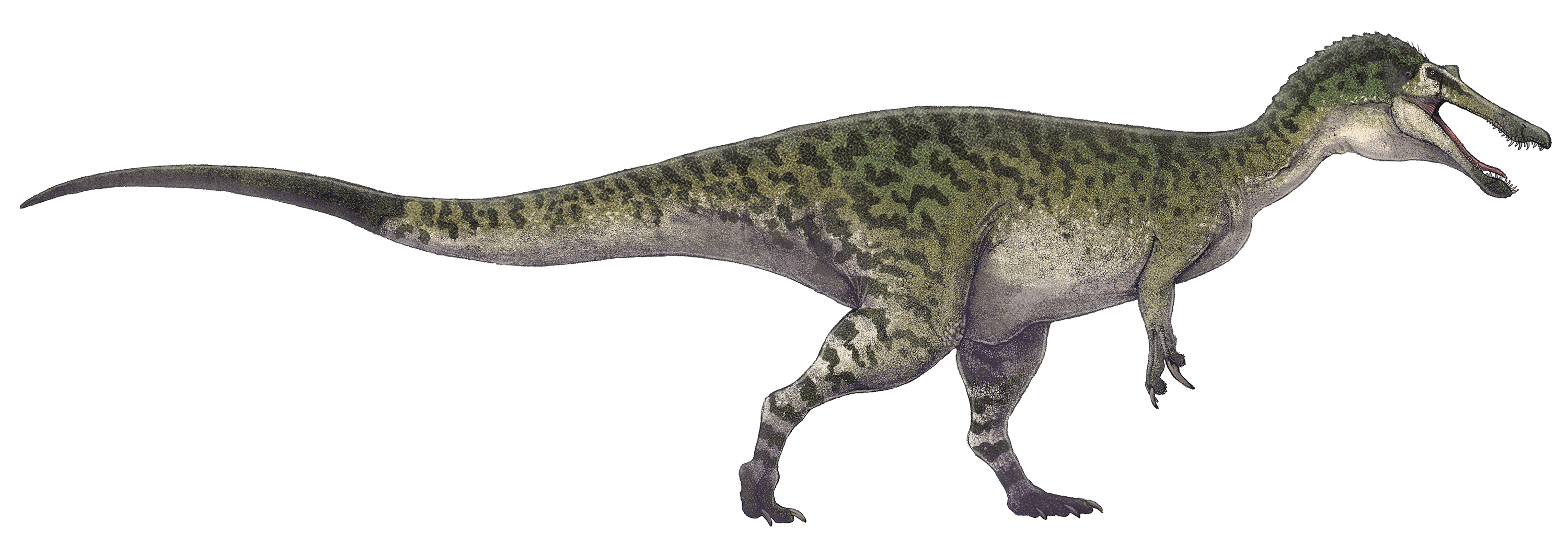
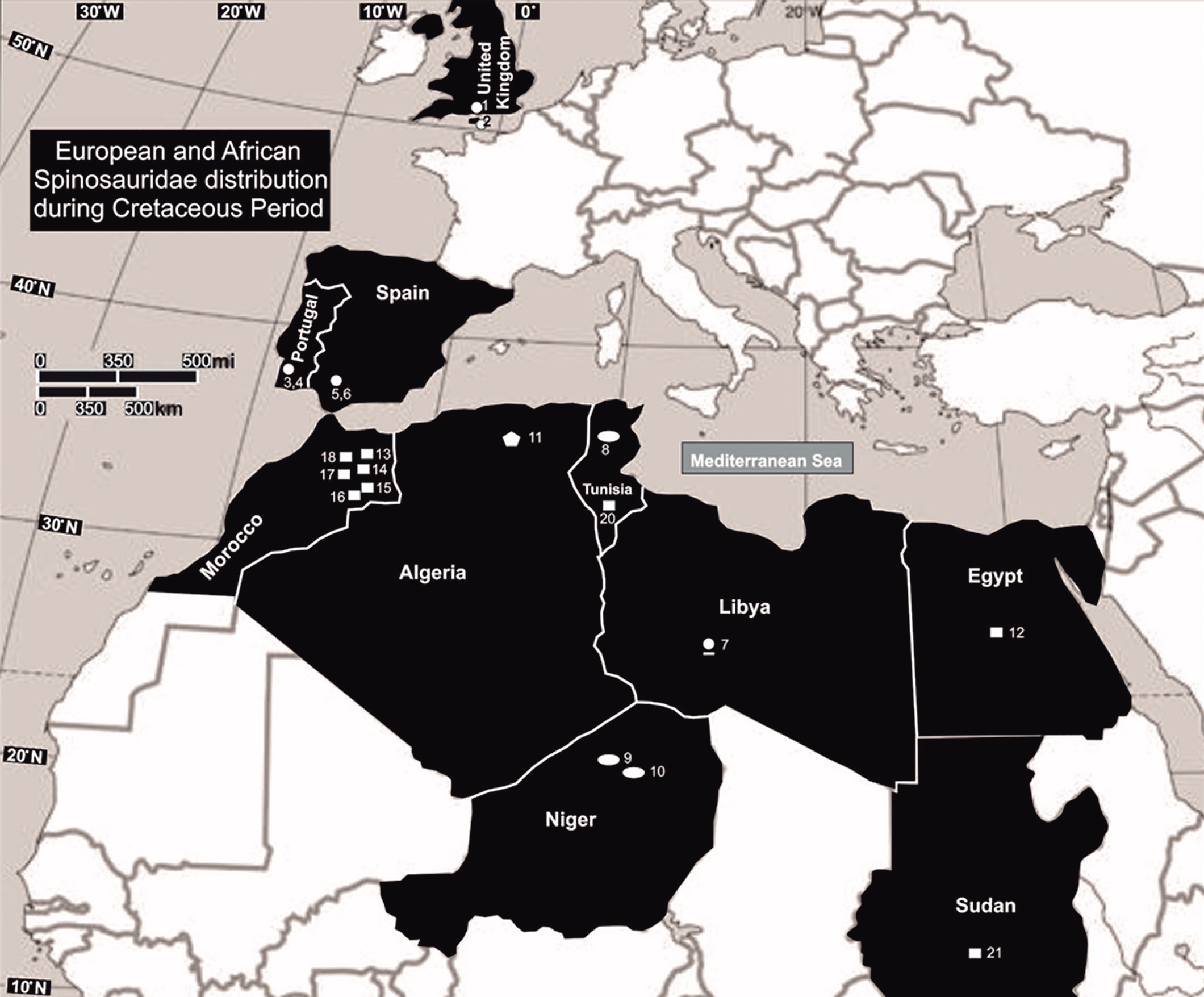
گستره مکان زندگی باریونیکس
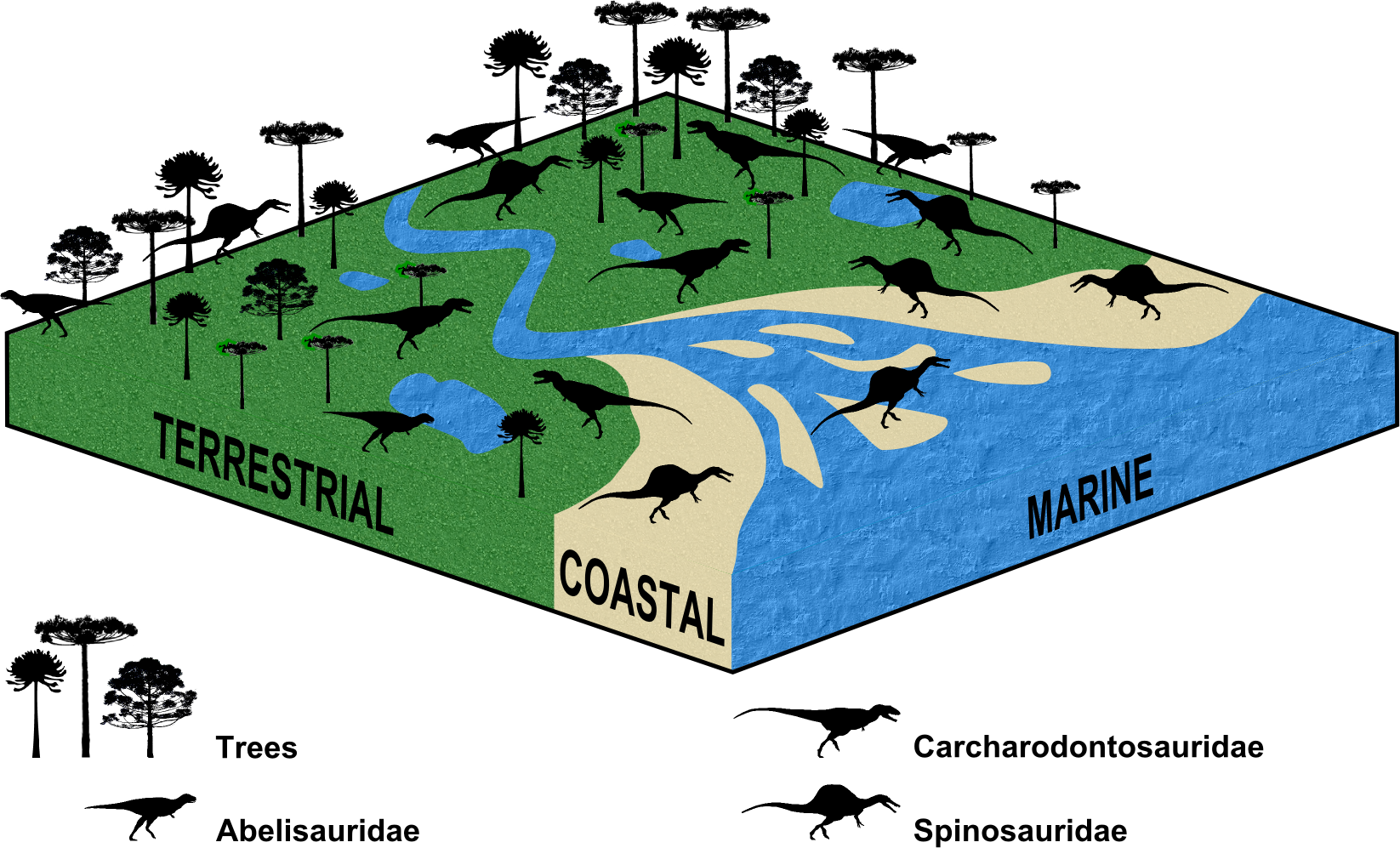
وصف زیستگاه باریونیکس
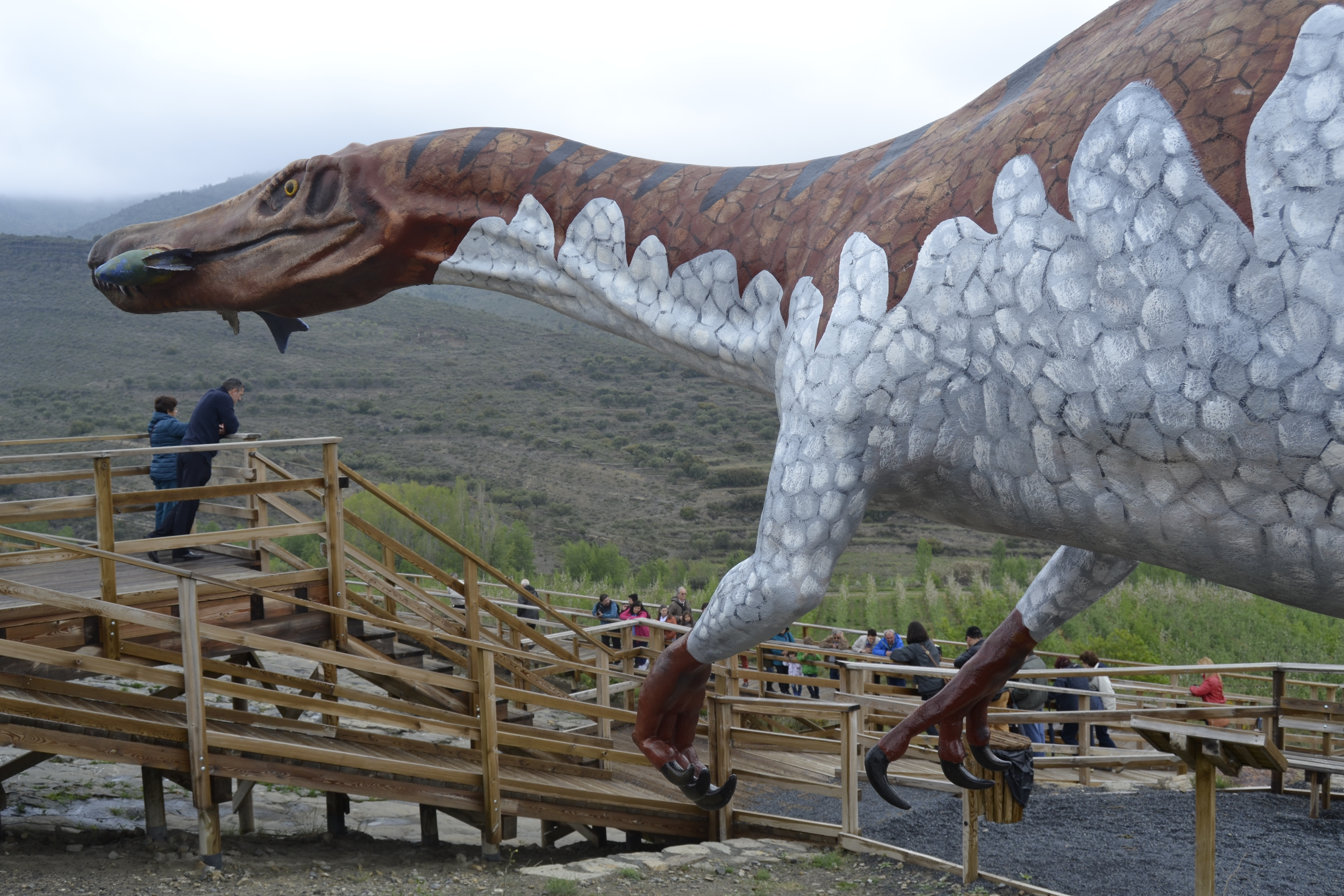
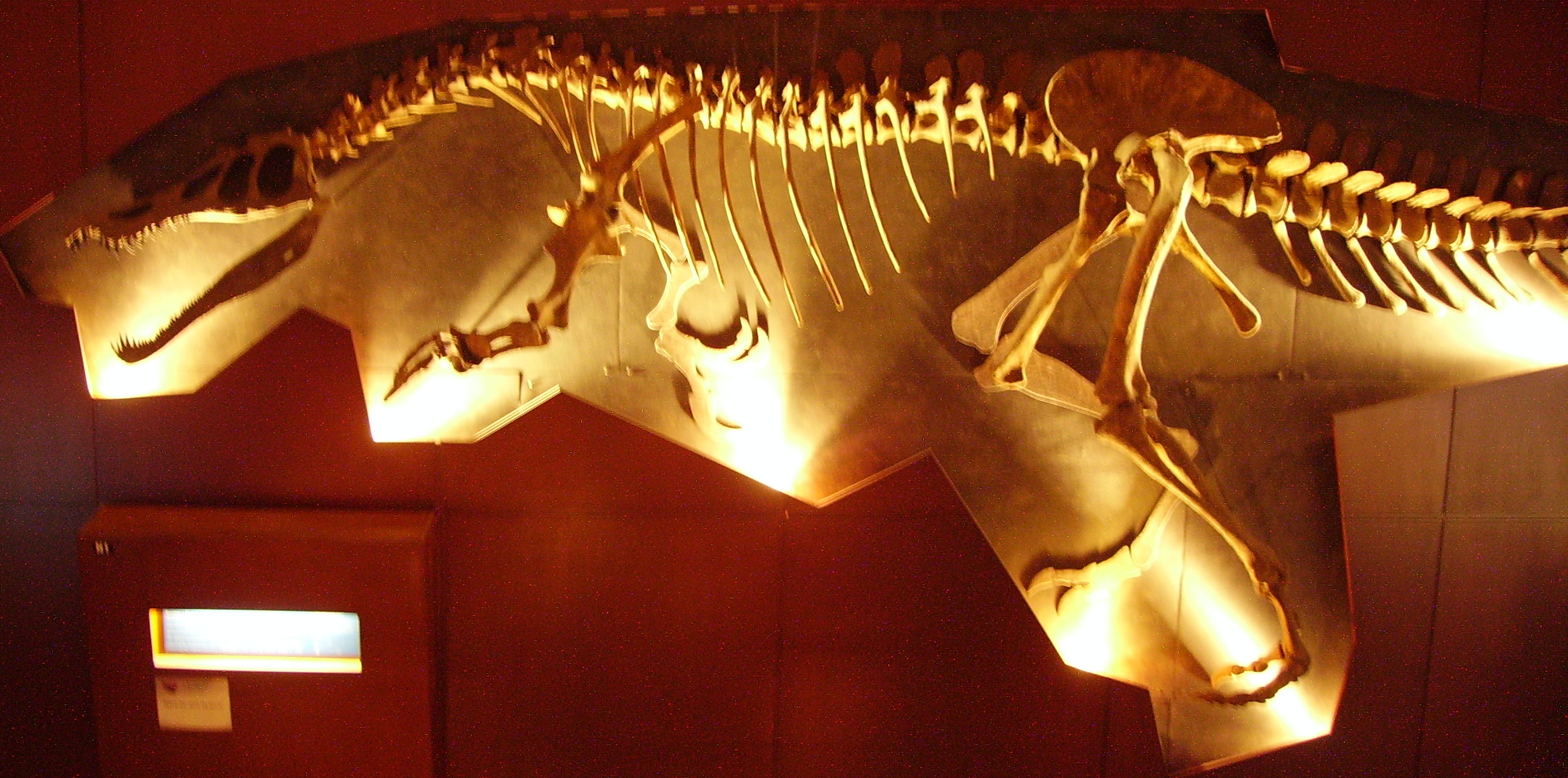
باریونیکس به رنگ سرخ مشخص است. به‌ترتیب از چپ به راست: اسپینوسور، سوکومیموس، باریونیکس، ماهی‌شکار، ایریتاتور
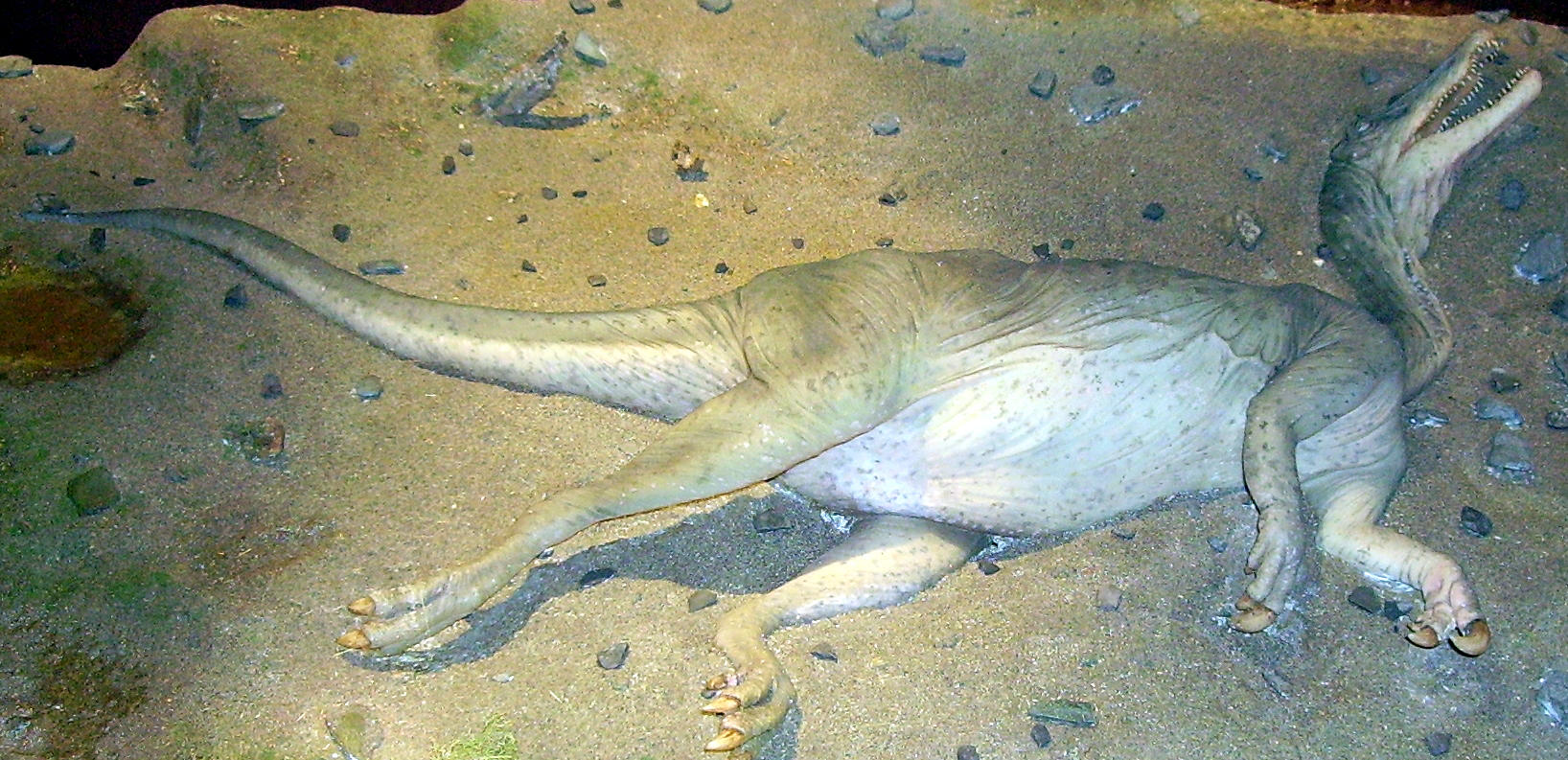
بازسازی ژست یک باریونیکس در هنگام مرگ بر اساس اسکلت یافت شده
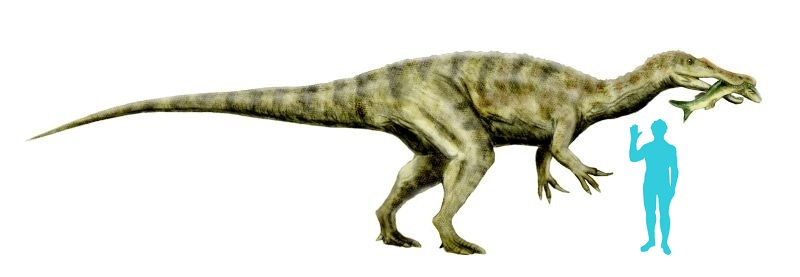
در مقایسه با انسان